# ريج فيرنر
ريج فيرنر (بالإنجليزية: Reg Werner)‏ هو لاعب كرة قدم أسترالية أسترالي، ولد في 23 أغسطس 1885، وتوفي في 26 يونيو 1952.

## وصلات خارجية
- ريج فيرنر على موقع AustralianFootball.com (الإنجليزية)
- ريج فيرنر على موقع AFLtables.com (الإنجليزية)